# Crimla
Crimla ist eine Gemeinde im Landkreis Greiz in Thüringen. Erfüllende Gemeinde ist die Stadt Weida. Crimla liegt im thüringischen Vogtland. 

## Geografie
Crimla liegt auf einer leicht welligen Hochebene zwischen Gera und Weida.
Direkt angrenzende Gemeinden sind Berga-Wünschendorf, Weida, Harth-Pöllnitz und Zedlitz.

## Geschichte
Am 18. Oktober 1287 wurde Crimla erstmals urkundlich erwähnt.
Für die Wüstung Wartenberg, die bereits vor der Reformation ein Vorwerk zum Rittergut Crimla war, mussten jährlich an das Amt Weida vier Scheffel Hafer und an das Kloster Mildenfurth für die Betreuung der Kapelle drei Scheffel Korn als Zins geleistet werden.
Während des Bauernkrieges 1525 wurde Crimla von den Sühnemaßnahmen verschont, da es sich am Aufstand nicht beteiligt hatte. 1546 fanden sich in Urkunden sechs Hausbesitzer. 1551 kam Crimla an das Pfarramt Sirbis. Zuvor war es der Kirche Veitsberg unterstellt gewesen.
1576 verlieh das Amt Weida dem Rittergut Crimla die niedere Gerichtsbarkeit. Am 25. Juni 1605 kam es zur Rückgabe der Gerichtsbarkeit vom Amt Weida als Obererbgericht.
Im Jahr 1797 forderte eine Ruhrepidemie viele Tote. Vom 26. Juli bis zum 15. Oktober 1797 verstarben insgesamt 14 Einwohner von Crimla an der Krankheit. Am 11. Oktober 1806 zogen französische Militärs durch Crimla.
Am 1. Februar 1826 wurde der Gemeindezwangsdienst in Crimla aufgehoben. Am 17. März 1849 trat die Verordnung über die Aufhebung der Patrimonialgerichtsbarkeit im Lande in Kraft, woraufhin das Gericht in Crimla aufgehoben wurde. Am 23. März 1849 wurde der Frondienst in Crimla aufgehoben.
1866 wurden in Crimla preußische Truppen einquartiert, die sich auf dem Weg in den Krieg gegen Österreich auf dem Durchmarsch befanden.
1912 wurde in Crimla ein öffentliches Wassernetz gebaut. 1921 wurde Crimla an das elektrische Netz angeschlossen.
Bis 1995 war Crimla Mitglied der Verwaltungsgemeinschaft Harth und wird seitdem durch die Stadt Weida erfüllt.

Funkens Gasthaus und Teilansicht (1903)
Alkoholfreies Restaurant „Zum Goldenen Stern“ 1915
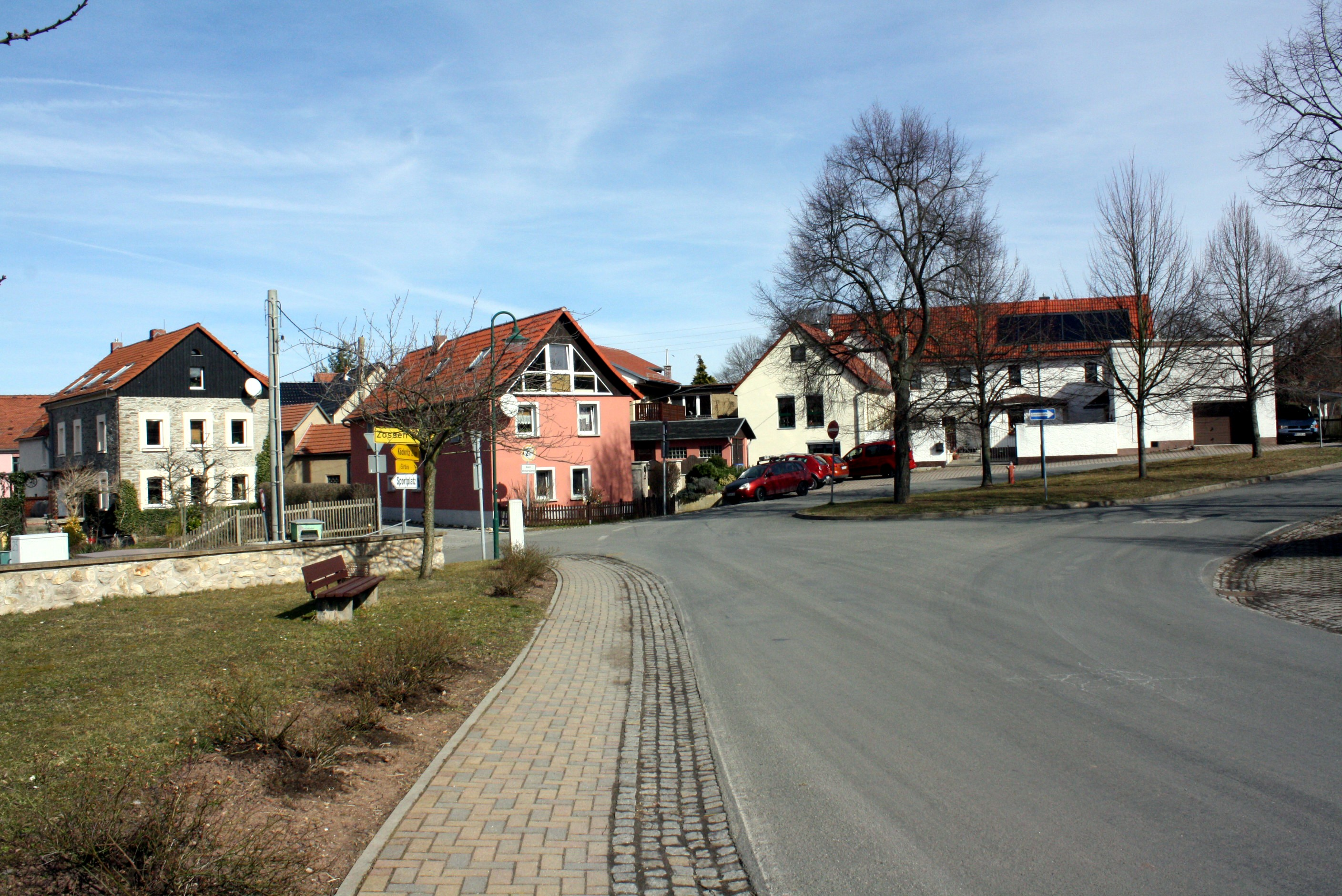
Teilansicht der Ortsmitte

## Einwohnerentwicklung
Entwicklung der Einwohnerzahl (Stand jeweils 31. Dezember):
| - 1994: 316 - 1995: 332 - 1996: 326 - 1997: 345 - 1998: 349 - 1999: 350 | - 2000: 345 - 2001: 344 - 2002: 352 - 2003: 355 - 2004: 341 - 2005: 322 | - 2006: 314 - 2007: 320 - 2008: 315 - 2009: 302 - 2010: 283 - 2011: 284 | - 2012: 280 - 2013: 260 - 2014: 267 - 2015: 269 - 2016: 260 - 2017: 257 | - 2018: 257 - 2019: 263 - 2020: 264 - 2021: 271 - 2022: 267 - 2023: 264 |

 Datenquelle: Thüringer Landesamt für Statistik

## Wirtschaft und Infrastruktur

### Wasserver- und Abwasserentsorgung
Die Gemeinde Crimla ist Mitglied im Zweckverband Wasser / Abwasser Mittleres Elstertal. Dieser übernimmt für die Gemeinde die Trinkwasserversorgung und Abwasserentsorgung.